# Batalha de Benevento (1266)
A Batalha de Benevento foi travada perto de Benevento, no sul de Itália, a 26 de fevereiro de 1266. Nela se defrontaram os exércitos de Manfredo da Sicília e de Carlos I de Anjou. A derrota e morte de Manfredo resultou na captura do Reino da Sicília pelos angevinos, com a subida ao trono de Carlos.

## Antecedentes
A península Itálica estava dividida pela disputa entre os guelfos (apoiantes do papa) e dos gibelinos (apoiantes do Sacro Império Romano-Germânico). Manfredo, membro da dinastia reinante do Sacro Império como filho de Frederico II (r. 1225–1228), usurpou o trono da Sicília de seu sobrinho recém-nascido em 1258 e rapidamente trabalhou para estabelecer seu poder na região ao se aliar com os árabes de Lucera. Ao longo de quase uma década, vários papas se opuseram a Manfredo e viram em Carlos I de Anjou, o irmão de Luís IX da França (r. 1226–1270), o campeão contra os Hohenstaufen no sul da Itália. O papado o convocou a Roma em 1266, onde foi coroado como rei legítimo da Sicília e Carlos organizou um exército de guelfos italianos e mercenários franceses financiados por banqueiros de Gênova e Florença.

## Batalha e rescaldo
Carlos marchou ao sul e encontrou o exército de Manfredo nas cercanias de Benevento, organizado na planície de Grandela. À medida que a infantaria francesa avançava, Manfredo soltou seus arqueiros sarracenos e cavalaria leve, e os franceses foram dispersos. Mas os sarracenos ficaram expostos à cavalaria pesada francesa e foram, por sua vez, subjugados. Para recuperar a vantagem, Manfredo ordenou que sua própria cavalaria pesada, principalmente mercenários germânicos, atacasse. Inicialmente, pareciam estar tendo sucesso, mas estavam em menor número e começaram a sofrer pesadas perdas. Não há certeza se a cavalaria italiana de Manfredo abandonou o campo de batalha sem lutar ao ver a derrota dos cavaleiros germânicos, ou se tentou flanquear os inimigos e foi sobrepujada. O próprio Manfredo, ao ver que suas forças perdiam terreno, entrou no campo de batalha e foi morto. Sua derrota permitiu a Carlos tomar o trono e isso quase custou a destruição da dinastia Hohenstaufen.